# Tragedia de Mocoa
La tragedia de Mocoa fue un desastre natural que ocurrió en el municipio colombiano de Mocoa capital del Departamento del Putumayo, durante la noche del 31 de marzo y la madrugada del 1 de abril de 2017. Fuertes lluvias provocaron los desbordamientos de los ríos Mocoa, Mulato y Sangoyaco, así como las quebradas La Taruca y La Taruquita, generando deslaves y flujos de lodo que ocasionaron una gran Avenida Fluvioterrencial que afecto varios sectores de la cabecera municipal y que causaron la destrucción de viviendas, puentes y arrastraron vehículos a su paso. Fueron arrasados diecisiete barrios de la ciudad, cinco de los cuales quedaron destruidos totalmente.
Se reportaron más de 1.400 personas fallecidas y más de 400 heridas, con un número oficial de 200 desaparecidos y más de 15.500 damnificados. En la mayoría de barrios afectados, no había censos, y no eran sumados a la cantidad de habitantes de la ciudad putumayense, gracias a entrevistas a afectados de estos barrios "desconocidos" se dio al parecer una cantidad de fallecidos y desaparecidos, totalmente diferente, mocoanos aseguran que las cifras de difuntos se acercan a los 2.000 y la de desaparecidos, superan más de 200 personas.

## Desarrollo

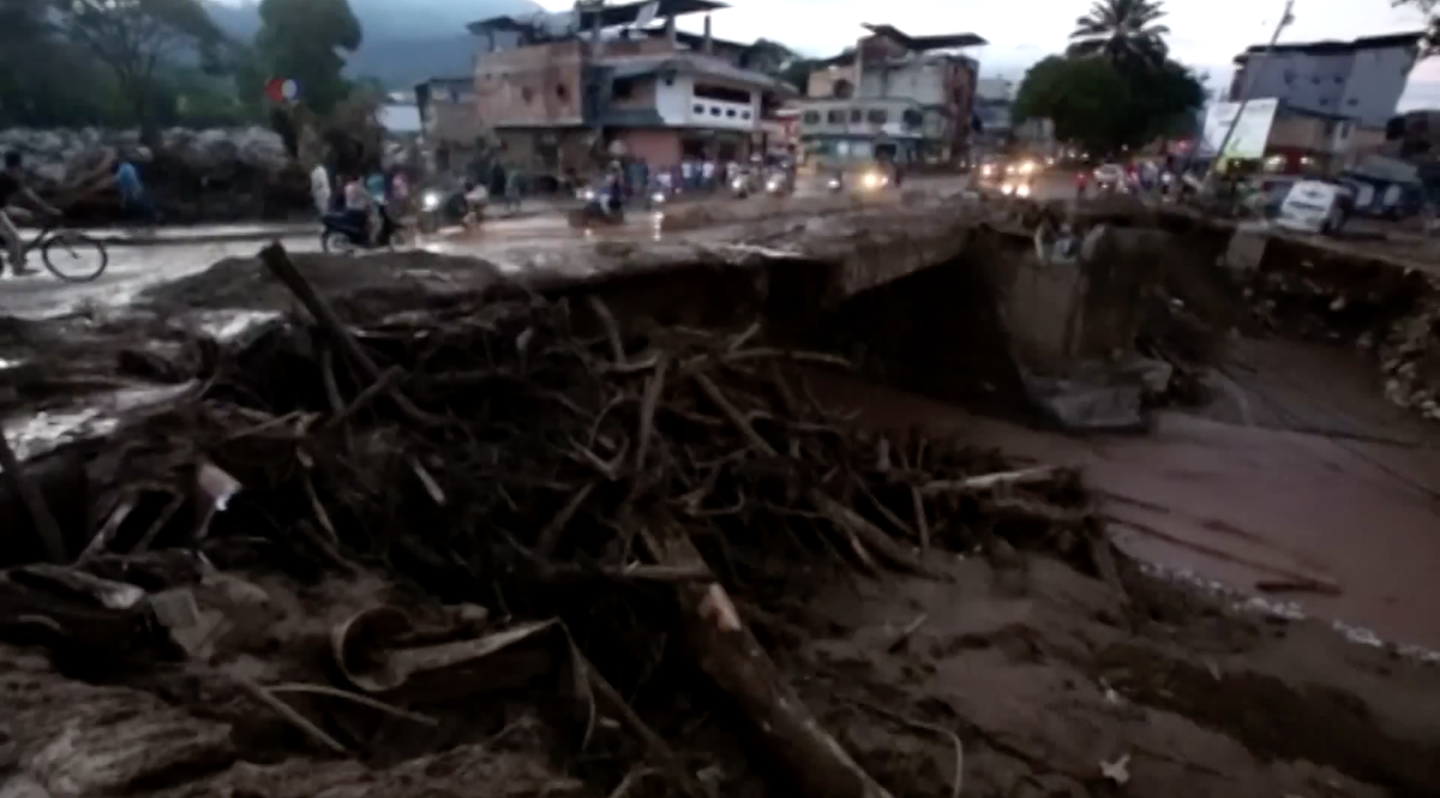
Escombros y destrucción en el lecho del río Mocoa.

### Daños provocados
Concurría la noche del 31 de marzo del 2017 a eso de las 9:30 p. m. empezaba una lluvia muy habitual para esa zona de Colombia, donde gracias a la gran zona verde, las lluvias son bastantes concurrentes. Sin embargo se prolongaron y a eso de las 11:30 empezaba a desbordarse la quebrada Sandoyaco que dividió su caudal en 3 partes. El barrio san Miguel fue sepultado entre las rocas y el escombro y ésta ha sido la peor tragedia registrada en el departamento del Putumayo.
Niños huérfanos, gatos sin dueño y muchas vidas aún bajo el lodo amaneciendo el día 1 de abril.
El desbordamiento causó que diecisiete barrios fueran arrasados por la corriente. Algunos de estos barrios son:
- San Miguel
- La Esmeralda
- Laureles
- Altos del Bosque
- San Fernando
- El Libertador
- Progreso
- La Independencia
- Modelo
- San Antonio
- San Agustín
- El carmen

Adicionalmente, dos puentes se desplomaron con la fuerza de la corriente.
El desastre también causó el colapso de las telecomunicaciones, daños en calles e incomunicación de Mocoa con otras zonas del departamento del Putumayo, el vecino departamento del Huila y el resto del país dados los múltiples derrumbes. Igualmente, La avenida torrencial tumbó las redes eléctricas y afectó la generadora hidroeléctrica local, dejando sin energía a otras zonas del departamento como el medio y bajo Putumayo. Las bocatomas del acueducto también fueron afectadas.

### Víctimas

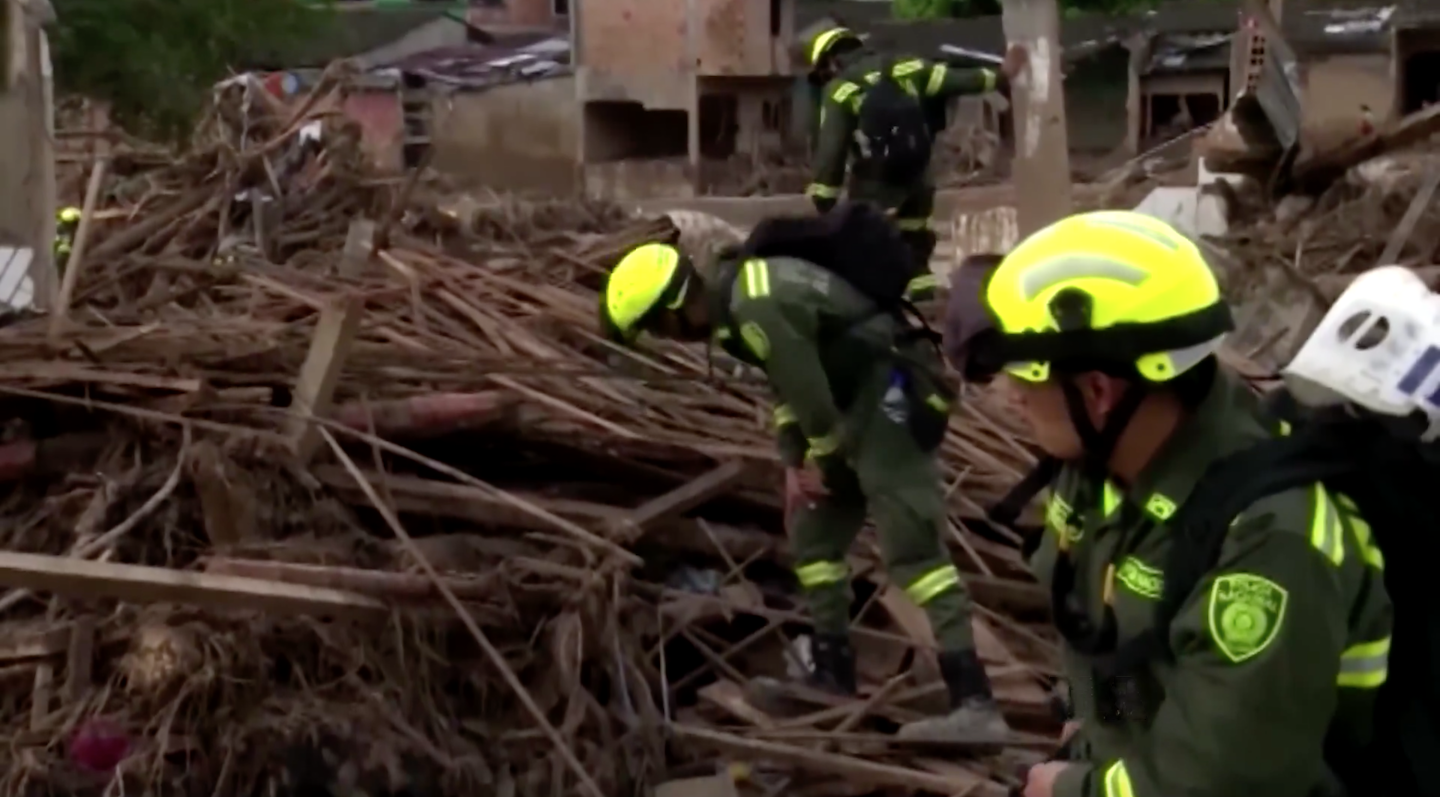
Personal de rescate buscando bajo restos de árboles y escombros por posibles sobrevivientes.

Las avenidas torrenciales dejaron a más de 330 muertos y 400 heridos, con un número determinado de 300 desaparecidos, según organismos de socorro como la Cruz Roja. El gobierno nacional declaró el estado de calamidad en la zona.
El 5 de abril de 2017 en aguas del río Caquetá, fueron encontrados más de 62 cuerpos víctimas de la tragedia afectando el suministro de agua potable, al municipio de Puerto Guzmán, y los municipios vecinos del departamento del Caquetá, como Solita, Curillo, y Solano. Considerado uno de los Mayores desastres de la historia del país,con gran cantidad de personas muertas.

### Donaciones de diversos países del exterior para la reconstrucción
- Cuenta Gobierno	COP 9.883.000.000
- CocaCola	Us   200.000
- China	US 1.000.000
- España	US 1.700.000
- BID 	US   200.000
- Corea	US   300.000
- Alemania   300.000 euros
- Emiratos	US 7'000.000
- Otros Países	US   800.000

Información recopilada a (12-abril-2017)
Organizaciones Nacionales de la Sociedad Civil OSC que apoyaron la reconstrucción y atención de población afectada y damnificada: 
- Corporación Antioquia Presente
- Corporación Minuto de Dios
- Fundación Club de Leones
- Fundación Corazón Grande

## Reacciones
A pocas horas de ocurrido el desastre, el presidente colombiano Juan Manuel Santos se dirigió a la zona y declaró el estado de emergencia. En declaraciones a los medios, culpó al cambio climático por lo ocurrido, argumentando que en unas pocas horas de un único día las lluvias excedieron la cantidad de agua que caería normalmente en varias semanas. Para el 2 de abril, fueron desplegados más de 300 socorristas, 1400 soldados y 800 policías para las labores de rescate y búsqueda de sobrevivientes. También, el ejército nacional proporcionó más de 63 vehículos, 10 helicópteros, siete lanchas y seis aviones para dichas tareas. La guerrilla de las FARC se ofreció para colaborar en la reconstrucción de la ciudad.
Además, varios jefes de Estado y comunidades internacionales dejaron mensajes de solidaridad y apoyo:
- Alemania: La canciller alemana Angela Merkel se declaró «consternada» por los hechos y expresó su pésame. También, el ministro alemán de Asuntos Exteriores, Sigmar Gabriel declaró su apoyo para con las víctimas.[15]
- Argentina: El Gobierno argentino manifestó su disposición a colaborar en la asistencia a los damnificados y para ayudar a mitigar los daños provocados por la tragedia.[15]
- Bélgica: El canciller belga Didier Reynders expresó su solidaridad con el presidente Juan Manuel Santos y con el pueblo colombiano por las víctimas de la avalancha.[16]
- Brasil: El presidente Michel Temer expresó a través de su cuenta de Twitter su disposición y cooperación.[15]
- China: El Gobierno chino, encabezado por su presidente Xi Jinping, anunció solidaridad por el pueblo colombiano y la donación de un millón de dólares para ayuda humanitaria.[17]
- Dinamarca: El Gobierno de Dinamarca donó 300 000 kr para contribuir con las labores humanitarias.[18]
- Ecuador: El Gobierno de Ecuador, por parte de su presidente Rafael Correa y el canciller Guillaume Long expresaron su solidaridad por Colombia y las víctimas tras los hechos ocurridos.[19]
- Emiratos Árabes Unidos: El presidente colombiano, Juan Manuel Santos, aseguró que el país árabe donó una suma total de 7 millones de dólares a Colombia para la reconstrucción de Mocoa.[20]
- España: Los reyes de España expresaron sus mensajes de condolencias y pésame. También el estado español donó 1.7 millones de dólares.[15]
- Estados Unidos: El presidente Donald Trump telefoneó al presidente Juan Manuel Santos expresándole sus condolencias y ofreció ayuda humanitaria para las víctimas de la tragedia.[21]
- Francia: El presidente François Hollande, aseguró que el país europeo está listo para ayudar a Colombia.[15]
- Irlanda: El presidente Michael D. Higgins, escribió una carta dirigida a Juan Manuel Santos expresando sus condolencias a las víctimas de los deslizamientos en la región del Putumayo, a sus familias y a todos los afectados por la tragedia.[22]
- Noruega: El ministro de Asuntos Exteriores noruego Børge Brende expresó sus condolencias a las familias y amigos de aquellos que perdieron la vida en los deslizamientos.[23]
- Perú: El presidente Pedro Pablo Kuczynski transmitió su solidaridad para el pueblo de Colombia y que cuenta con el apoyo del Perú para atender la emergencia.[24]
- Santa Sede: El papa Francisco indicó estar "profundamente apenado" y envió su mensaje de solidaridad y oraciones para con las víctimas.[25]
- Venezuela: El presidente Nicolás Maduro, se solidarizó con Colombia y ofreció ayuda.[15]

## Otras tragedias
En Colombia, el desastre de Mocoa recuerda a otras tragedias anteriores. Un ejemplo es la tragedia de Armero, en 1985, el terremoto del Eje Cafetero en 1999, la avalancha del río Páez de 1994, la avalancha de Salgar, Antioquia en el 2015 o los múltiples daños ocasionados por la temporada invernal en Colombia de 2010 y 2011.
La tragedia de Mocoa, es hasta ahora la peor tragedia de origen natural que ha ocurrido en dicho municipio y en el departamento del Putumayo.